# Julia de Castro
Julia de Castro (Ávila, 1984) és una música, actriu, cineasta, investigadora i performer espanyola. Entre 2009 i 2019 va liderar el projecte musical De la Puríssima.
Com a codirectora, va debutar amb Maria Gisèle Royo amb la pel·lícula On the go,amb estrena internacional al Festival Internacional de Cinema de Locarno,reconeguda el 2023 amb el Premi al Millor Llargmetratge Espanyol i Premi RCS a la Millor Direcció del Festival Internacional de Cinema de Gijón, Premi del Jurat al Festival Chéries-Chéris de París, Menció Especial del Jurat Jove del Festival Internacional de Cinema de Locarno,i Menció Espiga Arc de Sant Martí de la Setmana Internacional de Cinema de Valladolid. En 2023, va rebre la nominació als XI Premis Feroz en la categoria d'actriu de repartiment per la sèrie Poquita fe.El 2024 la seva pel·lícula On the go va rebre el premi Panorama España del Festival Internacional de Cinema de Las Palmas de Gran Canària, el premi a la millor pel·lícula internacional del Bellaria Film Festival i el premi a millor pel·lícula internacional del Transmutació Festival de Cinema Contemporani de Ciutat de Mèxic.

## Trajectòria
Es va llicenciar en Història de l'art per la Universitat Complutense de Madrid. Va obtenir el grau en Interpretació Textual per la Real Escola Superior d'Art Dramàtic (RESAD) i es va titular en l'especialitat de violí en el Conservatori Professional Arturo Soria de Madrid.

### Música
Es va traslladar a Madrid per iniciar els seus estudis com a resident del Colegio Mayor Universitario San Juan Evangelista. El 2009 va fundar el grup musical De la Puríssima al costat del contrabaixista Miguel Rodrigáñez. El projecte s'inspirava en el gènere musical i escènic del cuplet i del jazz. Participaren en el cabaret Pasión Española a l'Exposició Universal de Shanghai (2010).El 2015 van publicar el seu disc Virgen,que va ser nominat als Premis de la Música Independent en la categoria de Millor Àlbum de Jazz aquest mateix any. En 2017 van actuar al Teatro de la Zarzuela de Madrid acompanyats pel Cuarteto Quiroga. El projecte va finalitzar en 2019 amb l'espectacle de comiat  Exhalación als Teatros del Canal, en el marc del Festival de Otoño.De Castro va ser nominada als Premis Valle-Inclán de Teatre per aquesta creació.
En 2020 va publicar el seu primer disc en solitari, La historiadora, produït per Camilo Lara de l'Instituto Mexicano del Sonido, amb col·laboració del guitarrista flamenc Paco Soto i Joey Burns del grup Calexico. El treball va suposar una exploració de l'electrònica i de gèneres musicals com el mariachi o el bolero. Va presentar el projecte en el Teatro de La Abadia de Madrid, el Festival Inverfest de Madrid, el Festival Actual de Logronyo o el Círculo de Bellas Artes de Madrid.

### Investigació
Entre 2017 i 2018 va ser becada per la Acadèmia d'Espanya a Roma pel seu projecte de recerca sobre La rettorica delle puttane de Ferrante Pallavicino, un text renaixentista a partir del qual va generar una instal·lació i un llibre de fotografies i textos com a rèplica al testimoniatge de Palavicino, editat per l'editorial La Fábrica.
El 2023 va participar com a artista invitada al cicle Jano y lo bonito de abrir puertas, un projecte d’Acción Cultural Española, entre l'Acadèmia d'Espanya a Roma i l'Escola d'Arts i Oficis i el Museu d'Arts Aplicades de Toledo.

### Actuació
En paral·lel a la seva carrera musical i a la recerca ha participat com a actriu en diversos projectes. Va treballar en Las rusas, escrita, dirigida i coprotagonitzada per Ana Morgade, al Teatro Infanta Isabel en 2013. El 2014 va coprotagonitzar amb Bimba Bosé Antipasti, un espectacle musical a partir de cançons de Mina, Adriano Celentano o Renato Carosone, dirigit per David Priego i estrenat al Teatro Nuevo Apolo. A les ordres de Carlota Ferrer en la direcció d'escena i de José Manuel Mora en la dramatúrgia va estrenar les obres Esto no es la casa de Bernarda Alba, estrenada als Teatros del Canal el 2017, Los cuerpos perdidos, estrenada al Teatro Español el 2018, El último rinoceronte blanco, estrenada a Teatros del Canal el 2019 i Los nadadores diurnos (Salón de belleza), estrenada a les Naves del Español el 2023. Amb María Folguera en la direcció i dramatúrgia va formar part del repartiment d’Hilo debajo del agua el 2009, de La guerra según Santa Teresa, estrenada el 2018 al Festival de Otoño i d’Elena Fortún, estrenada al Centre Dramàtic Nacional el 2020.Folguera es va inspirar en la seva amistat per escriure la novel·la Hermana (Placer), que ambdues van presentar en una performance al Teatro del Barrio de Madrid i al Festival Cuéntalo de Logroño el 2021. Va interpretar La distancia de Juan Mayorga, dirigida per Noemi Rodríguez i Andrea Jiménez, en una producció del Centre Dramàtic Nacional el 2020. Com a actriu en projectes audiovisuals va participar en la sèrie de HBO En casa, dirigida per Paula Ortiz el 2020, any en què també va participar en el videoclip de C. Tangana Demasiadas mujeres. En 2023 va estrenar dos treballs com a actriu: la sèrie de Movistar Poquita fe, dirigida per Pepón Montero i Juan Maidagán, que li va valer la seva primera nominació als Premis Feroz en la categoria d'actriu de repartiment,i la pel·lícula Teresa, dirigida per Paula Ortiz.

### Creació audiovisual
En 2015 va crear al costat del director Javier Giner el fals documental De la Puríssima, anatomía de una criminal, com a creadora de la idea original i intèrpret. En 2023, va codirigir al costat de Maria Gisèle Royo la pel·lícula On the go, a més de coprotagonitzar-la al costat d’Omar Ayuso, Manuel de Blas, Chacha Huang, el grup Derby Motoreta's Burrito Kachimba o la ballarina Patricia Caballero. La pel·lícula va ser seleccionada per a participar en festivals com el Festival Internacional de Cinema de Locarno, el Festival de Cinema d’Adelaide, el Festival Internacional de Cinema de Vancouver, el Festival de Cinema de Sevilla o la Seminci de Valladolid. Va obtenir el Premi al Millor Llargmetratge Espanyol i Premi RCS a la Millor Direcció del Festival Internacional de Cinema de Gijón, el Premi del Jurat en Festival Chéries-Chéris de París, l'Esment Especial del Jurat Jove del Festival Internacional de Cinema de Locarno i l'Esment Espiga Arc de Sant Martí de la Seminci de Valladolid.

### Comunicació
De Castro col·labora quinzenalment al programa Que parezca un accidente de Radio 3.

## Reconeixements
En 2023, la seva pel·lícula On the go va rebre el Premi al Millor Llargmetratge Espanyol. A més, amb la mateixa obra, De Castro va ser guardonada amb el Premi RCS a la Millor Direcció del Festival Internacional de Cinema de Gijón, amb el Premi del Jurat en Festival Chéries-Chéris de París. A més, va obtenir l'Esment Especial del Jurat Jove del Festival Internacional de Cinema de Locarnoi l'Esment Espiga Arc de Sant Martí de la Setmana Internacional de Cinema de Valladolid. També en 2023, De Castro va ser nominada als XI Premis Feroz en la categoria d'actriu de repartiment per la sèrie Poquita fe.El 2024  la seva pel·lícula On the go va rebre el premi Panorama Espanya del Festival Internacional de Cinema de Las Palmas de Gran Canària,el premi al millor film internacional del Bellaria Film Festivali el premi a millor film internacional del festival Transmutació a Ciutat de Mèxic.